# Beverstedt
Beverstedt (niederdeutsch Beverst) ist eine Einheitsgemeinde im niedersächsischen Landkreis Cuxhaven.

## Geografie

### Lage
Der nördliche und östliche Teil der Gemeinde liegt in der Wesermünder Geest, die im östlichen Teil der Ortschaft Kirchwistedt Höhen knapp über 30 m ü. NHN erreicht. Die südlich und westlich gelegenen Teile der Gemeinde liegen im Übergangsbereich der Geest, die hier nur noch Höhen bis zu 10 m ü. NHN erreicht, zur Marsch. Die Beverstedter Moorgeest wird hier von zahlreichen kleineren Mooren durchzogen. Die Lune durchfließt die Gemeinde in Ost-West-Richtung. Sie unterteilt mit ihren linken Zuflüssen Wellener Bach, Billerbeck, Wandsbeck und Altwistedter Lune sowie ihren rechten Zuflüssen Beverstedter Bach und Dohrener Bach die Geest in getrennte „Geesthalbinseln“.

### Gemeindegliederung

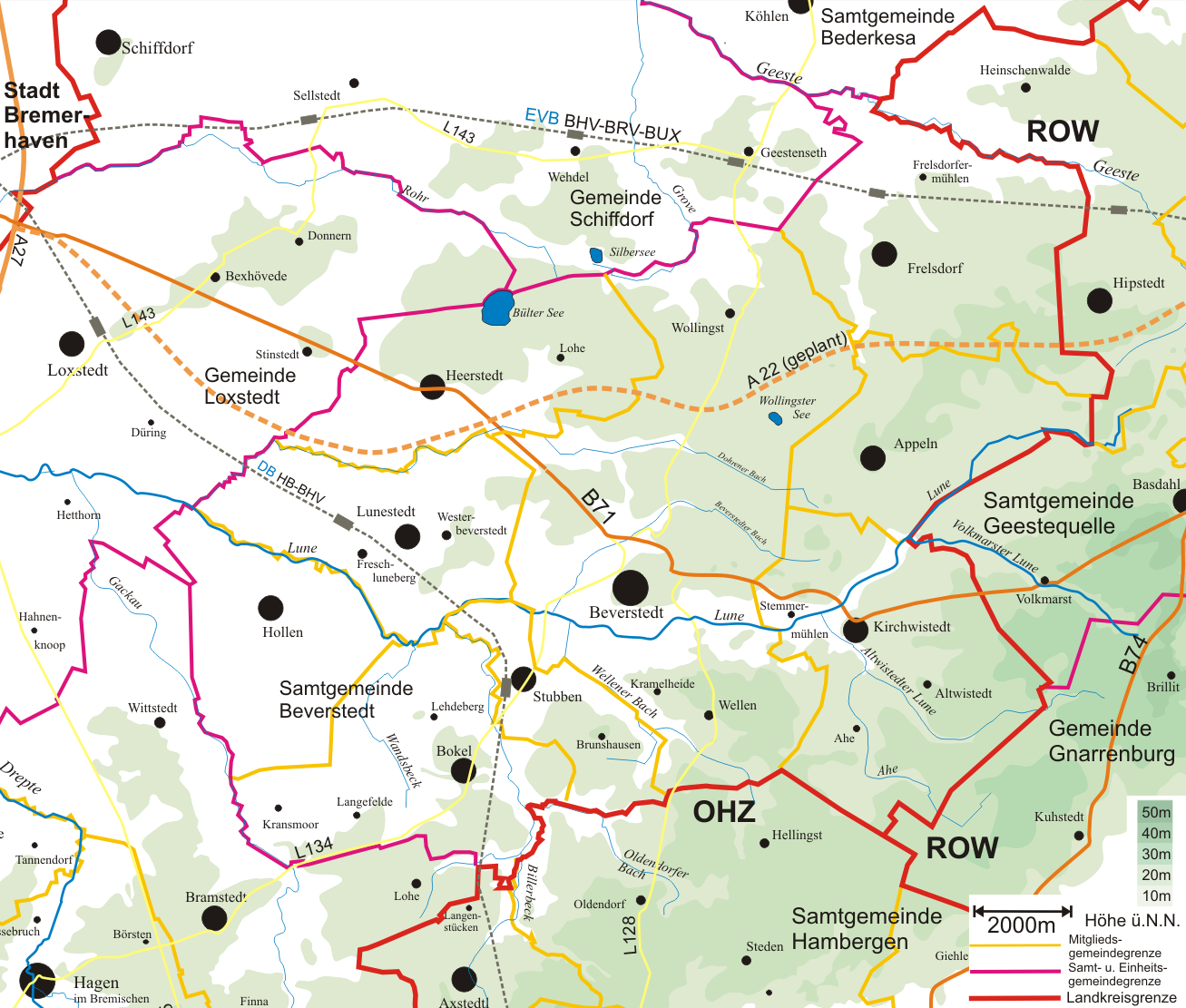
Die Ortschaften in der Einheitsgemeinde Beverstedt

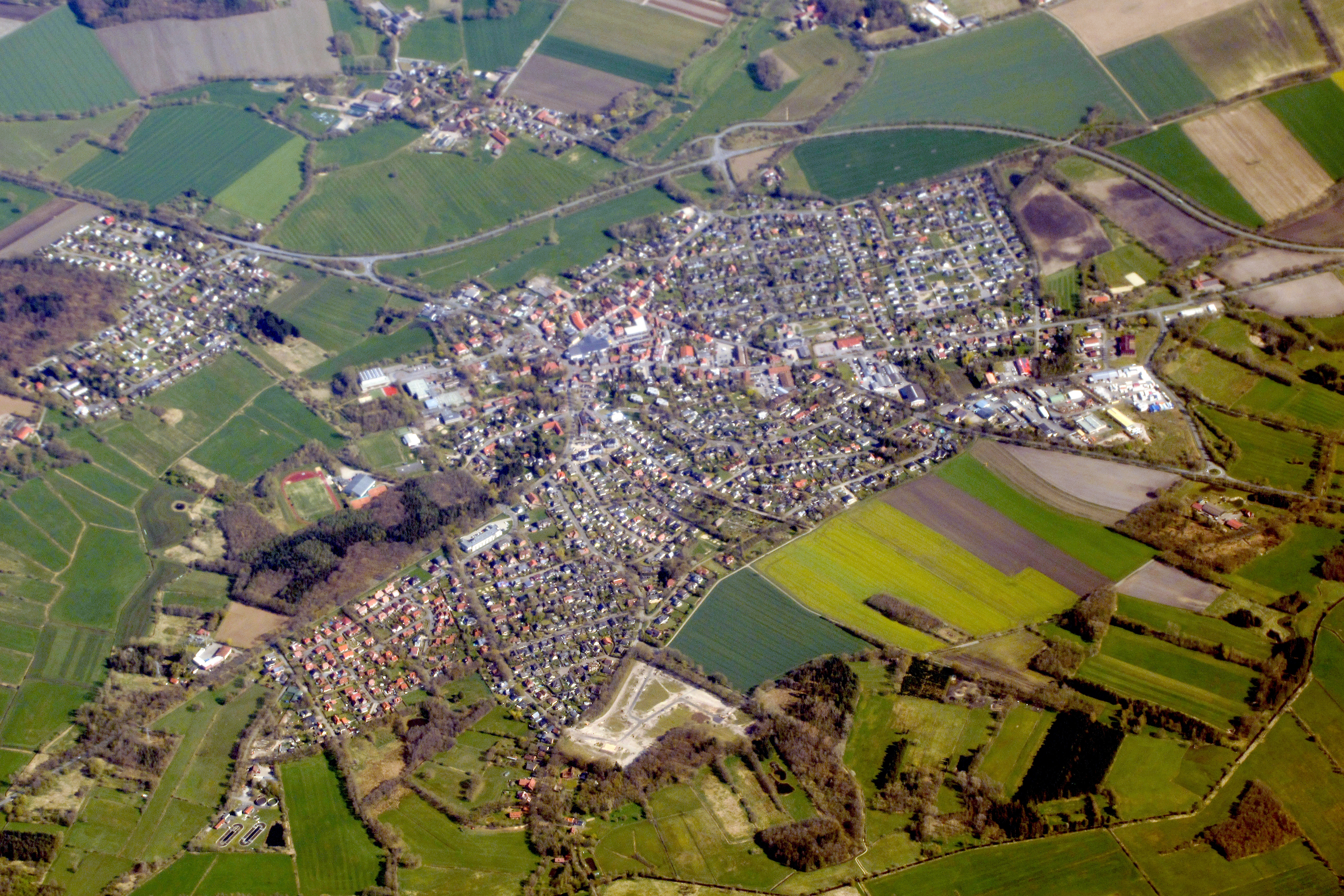
Beverstedt

|                  | Ortschaft | Einwohner (15. November 2021) | Fläche in km² |
| 01. Appeln       | 0425      | 14,52                         |               |
| 02. Beverstedt   | 3823      | 25,16                         |               |
| 03. Bokel        | 2391      | 20,98                         |               |
| 04. Frelsdorf    | 0639      | 25,36                         |               |
| 05. Heerstedt    | 0406      | 18,97                         |               |
| 06. Hollen       | 0795      | 15,67                         |               |
| 07. Kirchwistedt | 0445      | 25,17                         |               |
| 08. Lunestedt    | 2568      | 17,25                         |               |
| 09. Stubben      | 1519      | 08,64                         |               |
| 10. Wellen       | 0352      | 11,92                         |               |
| 11. Wollingst    | 0334      | 14,46                         |               |

Zum 1. November 2011 wurden die Samtgemeinde Beverstedt und die bis dahin selbständigen Gemeinden aufgelöst und die Einheitsgemeinde Beverstedt aus den Mitgliedsgemeinden der Samtgemeinde neugegründet.
Zum Flecken Beverstedt in der vorherigen Samtgemeinde gehörten die Ortsteile Beverstedtermühlen, Deelbrügge, Heyerhöfen, Kramelheide, Osterndorf, Spintenkamp, Taben, Wachholz, Wehldorf, Wellen und Wollingst. Der Gemeinderat beschloss, in den ehemals selbständigen Gemeinden und zusätzlich in den vor einigen Jahren in den Flecken Beverstedt eingemeindeten Ortsteilen Wellen und Wollingst Ortsvorsteher einzusetzen.

### Nachbargemeinden
| Einheitsgemeinde Loxstedt            | Einheitsgemeinde Schiffdorf                                  | Stadt Geestland                                                                                                  |
|                                      | Kompassrose, die auf Nachbargemeinden zeigt                  | Hipstedt (Samtgemeinde Geestequelle–Landkreis Rotenburg) Basdahl (Samtgemeinde Geestequelle–Landkreis Rotenburg) |
| Einheitsgemeinde Hagen im Bremischen | Axstedt00Holste (Samtgemeinde Hambergen–Landkreis Osterholz) | Gnarrenburg (Landkreis Rotenburg)                                                                                |

## Geschichte

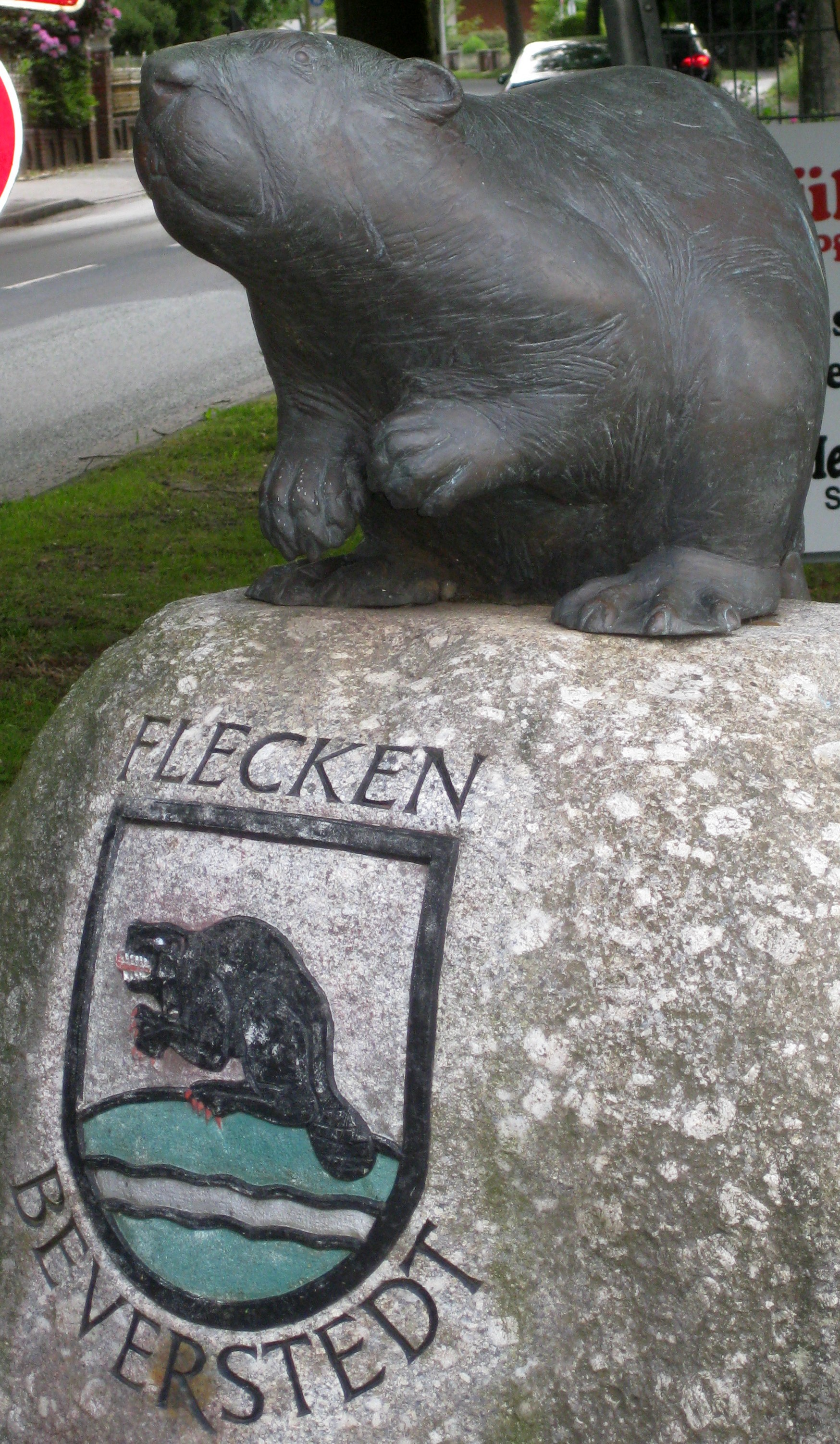
An den Einfallstraßen Beverstedts stehen Wappen und Biberfiguren

### Herkunft des Namens
In frühen Erwähnungen zu Westerbeverstedt lag das Dorf „Westrian bever igi seti“, (auf der westlichen Biberinsel). Der namensgebende Biber kommt deshalb im Wappen Beverstedts vor und kleine Biberfiguren stehen an den Zufahrtsstraßen des Ortes.

### Urkundliche Erwähnungen
Der Ort wurde 1228 als Beversate erwähnt, seit spätestens 1666 führt er die Bezeichnung Flecken als Marktort. Beverstedt verwaltete einst das Amt Beverstedt mit über 40 angehörigen Gemeinden.

### Hexenprozess 1607
Auf dem Gut Altluneberg (Ortsteil von Wehdel, Einheitsgemeinde Schiffdorf) wurden Unterlagen gefunden über einen Hexenprozess, der 1607 in Heyerhöfen (zwischen Beverstedt und Heerstedt) geführt wurde. Die Dorfwirtin Engell von Grollen aus Westerbeverstedt (heute Ortsteil von Lunestedt) wurde der Hexerei angeklagt.

### Wechselnde Zugehörigkeit
Ab dem 11. Jahrhundert gelang es den Erzbischöfen von Bremen, ein Territorium (Erzstift) zu schaffen, zu dem auch Beverstedt gehörte.
Nach dem Dreißigjährigen Krieg gehörte der Ort zum schwedischen Herzogtum Bremen, dann von 1712 bis 1715 zu Dänemark und seit 1715 zum Kurfürstentum Braunschweig-Lüneburg.
In der Franzosenzeit gehörte Beverstedt zwischen März und Dezember 1810 zum Departement der Elbe- und Weser-Mündung im Königreich Westphalen, danach zum Departement der Wesermündungen des ersten französischen Kaiserreichs.
Nach 1814, dem Sieg der Alliierten über Napoléon I., wurde das Herzogtum Bremen wieder hergestellt als Teil des Königreichs Hannover. 1852 bis 1859 bestand das Amtsgericht Beverstedt. 1866 kam das Königreich als Provinz Hannover zu Preußen. Seit 1946 entstand daraus das Bundesland Niedersachsen.

### Nationalsozialistische Zeit
In der Zeit des Nationalsozialismus wurden Juden in Beverstedt mehr und mehr aus dem gesellschaftlichen Leben ausgegrenzt. Schließlich wurden Mitglieder der Familien Brumsack und Goldberger in Konzentrationslagern umgebracht, auf dem jüdischen Friedhof sind ihre Namen auf einer Stele verzeichnet. Nur Julius Brumsack konnte die NS-Zeit überleben und in Beverstedt nach dem Krieg wieder ein Geschäft eröffnen.
Martin Bensen, der ehemalige Fleckenbürgermeister des Ortes, hat die Geschichte der Juden erforscht. Er ist auch einem Beispiel für Euthanasie-Tötungen nachgegangen und hat eine Erinnerungsstätte am Eingang des Beverstedter Friedhofs erstellen lassen.

### Eingemeindungen
Am 1. April 1929 wurden die Orte Beverstedtermühlen, Deelbrügge, Meyerhof, Taben und Wachholz mit der Gemeinde Beverstedt vereinigt.
Am 1. Februar 1971 wurden die Gemeinden Osterndorf und Wehldorf in die Gemeinde Beverstedt eingegliedert. Zur selben Zeit schlossen sich der Flecken Beverstedt, Appeln, Bokel, Frelsdorf, Heerstedt, Hollen, Kirchwistedt, Lunestedt und Stubben zur Samtgemeinde Beverstedt zusammen.
Im Zuge der Gebietsreform in Niedersachsen, die am 1. März 1974 stattfand, kamen die zuvor selbständigen Gemeinden Wellen und Wollingst zur Gemeinde Beverstedt hinzu.
Am 1. November 2011 bildeten Appeln, Beverstedt, Bokel, Frelsdorf, Heerstedt, Hollen, Kirchwistedt (mit den am 1. März 1974 eingegliederten Orten Ahe und Altwistedt), Lunestedt, Stubben, Wellen und Wollingst die Einheitsgemeinde Beverstedt.

### Einwohnerentwicklung
| Jahr | Einwohner | Quelle |
| ---- | --------- | ------ |
| 1885 | 0 555     | [ 15 ] |
| 1910 | 00 645 ¹  | [ 16 ] |
| 1925 | 0 712     | [ 15 ] |
| 1933 | 1.029     | [ 15 ] |
| 1939 | 1.081     | [ 15 ] |
| 1950 | 1.879     | [ 17 ] |
| 1956 | 1.859     | [ 17 ] |
| 1961 | 1.889     | [ 18 ] |
| 1970 | 1.977     | [ 18 ] |
| 1973 | 2.526     | [ 19 ] |

| Jahr | Einwohner | Quelle |
| ---- | --------- | ------ |
| 1975 | 3.220 ²   | [ 20 ] |
| 1980 | 3.427 ²   | [ 21 ] |
| 1985 | 3.427 ²   | [ 21 ] |
| 1990 | 3.784 ²   | [ 21 ] |
| 1995 | 4.131 ²   | [ 21 ] |
| 2000 | 4.393 ²   | [ 21 ] |
| 2005 | 4.430 ²   | [ 21 ] |
| 2010 | 4.178 ²   | [ 21 ] |
| 2015 | 13.503 ²0 | [ 21 ] |
| 2020 | 13.569 ²0 | [ 21 ] |

¹ inklusive der 1929 eingemeindeten Orte: Beverstedtermühlen (= 40 Einwohner), Deelbrügge (= 7 Einw.), Meyerhof (= 142 Einw.), Taben (= 33 Einw.), Wachholz (= 54 Einw.)

² jeweils zum 31. Dezember
|  |

Einwohnerentwicklung der von 1971 bis 2011 bestehenden Samtgemeinde Beverstedt
Siehe: Samtgemeinde Beverstedt – Einwohnerentwicklung

## Politik

### Gemeinderat
Der Rat der Gemeinde Beverstedt besteht aus 30 Ratsmitgliedern. Dies ist die festgelegte Anzahl für eine Gemeinde mit einer Einwohnerzahl zwischen 12.001 und 15.000 Einwohnern. Die Ratsmitglieder werden durch eine Kommunalwahl für jeweils fünf Jahre gewählt. Die aktuelle Amtszeit begann am 1. November 2021 und endet am 31. Oktober 2026.
Stimm- und sitzberechtigt im Rat der Gemeinde ist außerdem der hauptamtliche Bürgermeister.
Die letzte Kommunalwahl vom 12. September 2021 ergab die folgende Sitzverteilung:
| Partei                         | Anzahl Sitze |
| ------------------------------ | ------------ |
| CDU                            | 12           |
| SPD                            | 11           |
| Grüne                          | 04           |
| FDP                            | 02           |
| AfD                            | 01           |
| Parteilose (Bürgermeistersitz) | 01           |

### Gemeindebürgermeister
Der hauptamtliche Bürgermeister der Einheitsgemeinde Beverstedt ist Guido Dieckmann (parteilos). Seine Stellvertreterin ist die Erste Gemeinderätin Claudia Lühmann.
Chronik der Gemeindebürgermeister
- 2019–Dato: Guido Dieckmann (parteilos)
- 2011–2019: Ulf Voigts (parteilos)[26][27]

### Ortsvorsteher
- Appeln: Herbert Lührs (CDU)
- Beverstedt: zurzeit vakant
- Bokel: Stefan Somnitz (SPD)
- Frelsdorf: Gerhard Hillmann (CDU)
- Heerstedt: Kim Frederic Haaren (parteilos)
- Hollen: Thomas Krumme (SPD)
- Kirchwistedt: Wilfried Windhorst (CDU)
- Lunestedt: Thorsten Steinberg (CDU)
- Stubben: Gerhard Tienken (SPD)
- Wellen: Thiemo Blanck (SPD)
- Wollingst: Bernd Beckmann (CDU)

(Quelle:)

### Wappen

#### Gemeindewappen
Am 1. November 2011 wurde das untere alte Wappen umgestaltet. Der Wellenstreifen wurde blau, der Schild rot, der Biber schaut freundlicher und wurde von elf Eichenblättern umkreist. Weil die durch die blauen Wellenstreifen angedeutete Lune durch den grünen Schildfuß verläuft und das rote Schildhaupt daran grenzt, ist das aktuelle Wappen nicht heraldisch korrekt angefertigt worden (siehe: Tingierung – heraldische Farbregeln). Somit darf keine Farbe auf einer Farbe oder Silber/Gold auf Silber/Gold verwendet werden.
| Wappen von Beverstedt | Blasonierung: „In Rot auf grünem Hügel mit blauen Wellenbalken ein silberner hockender Biber, umgeben von elf silbernen kreisförmig angeordneten Eichenblättern.“                                                                                        |
| Wappen von Beverstedt | Wappenbegründung: Das Wappen ist dem Siegel des Erbgerichts Beverstedt nachgebildet, das bis 1851 bestand. Der Biber weist auf den Ortsnamen hin, die elf Eichenblätter auf den Zusammenschluss von elf Ortschaften und der Wellenstreifen auf die Lune. |

#### Wappen der Ortschaft Beverstedt
Das Wappen vom Kernort Beverstedt stammt von dem Heraldiker und Wappenmaler Gustav Völker, der zahlreiche Wappen im Landkreis Cuxhaven erschaffen hat.
| Wappen von Beverstedt | Blasonierung: „In Gold auf grünem Boden mit silbernem Wellenstreifen ein hockender, angreifender schwarzer Biber.“                                                                    |
| Wappen von Beverstedt | Wappenbegründung: Das Wappen ist dem Siegel des Erbgerichts Beverstedt nachgebildet, das bis 1851 bestand. Der Biber weist auf den Ortsnamen hin und der Wellenstreifen auf die Lune. |

## Kultur und Sehenswürdigkeiten

### Bauwerke
- Ev. Fabian-und-Sebastian-Kirche an der Hauptkreuzung im Ort
- Wohn- und Wirtschaftsgebäude Hindenburgstraße 24 von um 1890
- In der Logestraße steht ein imposantes Haus: Diedrich Wintjen und Frau Margarete geb. Ordemann erbauten es 1924. In den Balken steht: „Der Herr ist mein Hirte mir wird nichts mangeln“ und die plattdeutsche Lebensweisheit: „En egen Hus en egen Hof un Arbeit alle Dag De Meisten is dat Glück to grot so sökt se sik en Plag.“
- Monsilienburg, abseits zwischen Beverstedt und Wellen  Über sie ist bekannt, dass das „Castrum monsowe“ 1212 von den Stedingern und Osterstadern zerstört worden ist. Heute ist nur noch die gut drei Meter hohe und 70 × 70 Meter umfassende Ringwallanlage zu erkennen. Sie ist von Bäumen bewachsen.
- Renovierte Wassermühle Deelbrügge; der Heimatverein  veranstaltet dort Tage, an denen Korn gemahlen sowie Brot und Butterkuchen verkauft wird
- Heimathaus Wachholz von 1781 als Hallenhaus und ehemaliges Forsthaus, Sitz des Heimatvereins Beverstedt als kulturellen Mittelpunkt.[32]
- Gegenüber steht das „Gut Wachholz“, das schon auf einer Karte von 1764 verzeichnet ist.[33] In der Eingangshalle wurden 577 Fliesen mit biblischen Motiven aus Holland eingebaut. In der jetzigen Form wurde das Haupthaus 1904 gebaut. „Hoffen und Ringen führt zum Gelingen“ steht über dem Eingang des heutigen Alten- und Pflegeheimes der Familie Müller-Brüchert.[34]
- In der Hindenburgstraße steht am Eingang von Stubben her das „Kracke-Haus“, das schon fast verfallen war, dann aber doch saniert werden konnte. Nun beherbergt dieses Haus mehrere Unternehmen.[35] Die Familie Kracke war in Beverstedt seit 1790 ansässig. Nachdem das Haus in der Hindenburgstraße im September 1895 abgebrannt war, ließ es Ludwig Kracke 1897 an derselben Stelle wieder neu bauen. 1998 kaufte der Wirtschaftsinformatiker Harald Tienken aus Beverstedt-Wachholz die Ruine, rettete sie vor dem Verfall und sanierte das Haus aufwendig nach historischen Vorgaben, so dass es jetzt ein Schmuckstück des Ortes ist.[36]
- Großsteingräber bei Beverstedt – das erste um 1840 zerstörte Grab lag beim Wohnplatz Taben, das zweite Grab lag beim Wohnplatz Wachholz und war um 1910 noch in Resten vorhanden

### Denkmäler

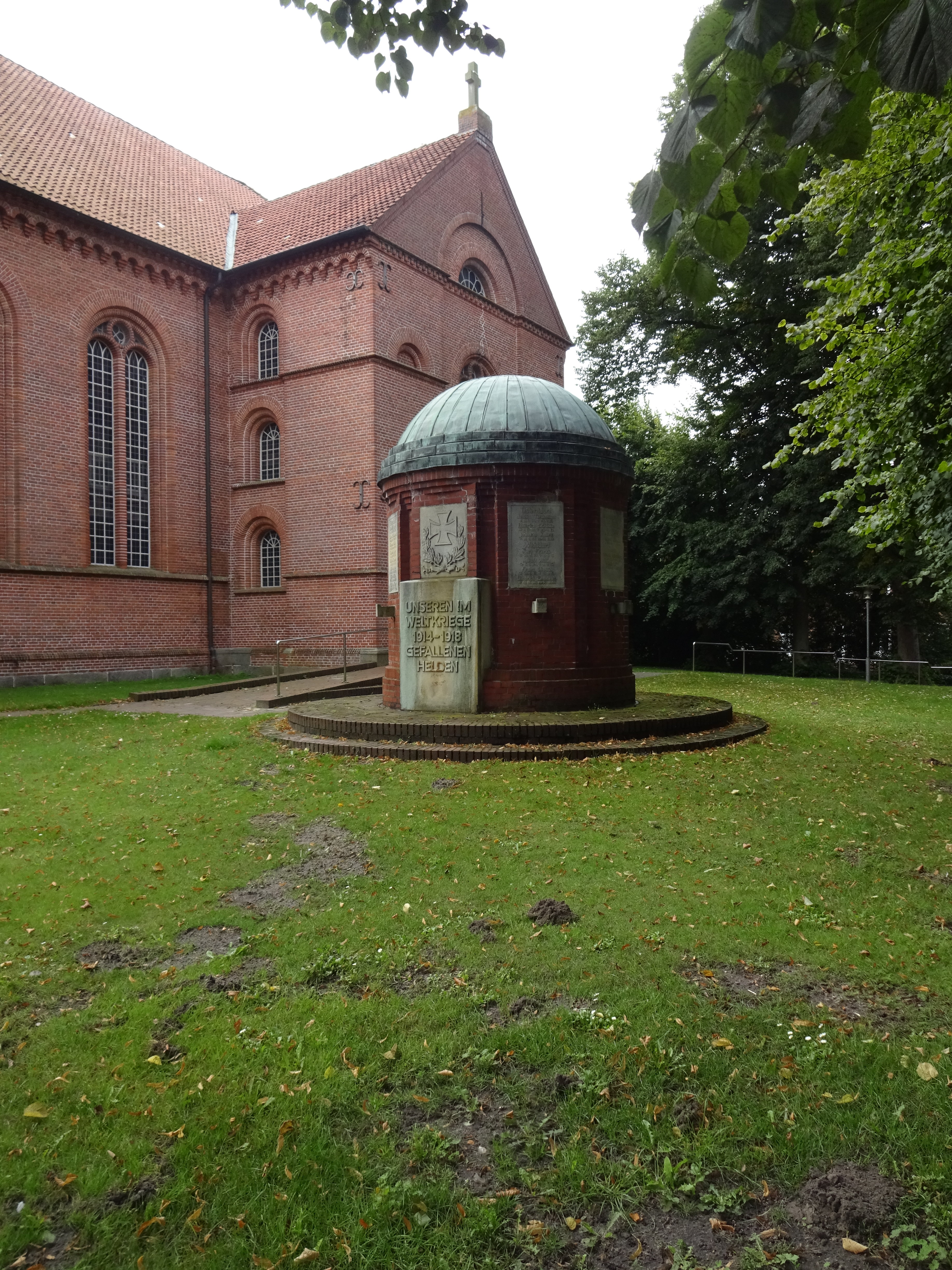
Kriegerdenkmal

- Kriegerdenkmal für die Gefallenen und Vermissten aus dem Ersten Weltkrieg – es befindet sich neben der Fabian-und-Sebastian-Kirche[37][38]
- Gedenktafel für die Gefallenen und Vermissten aus dem Zweiten Weltkrieg – sie befindet sich in der Fabian-und-Sebastian-Kirche[39]
- Stele ohne Namen für die Toten beider Weltkriege – sie befindet sich neben der Fabian-und-Sebastian-Kirche[38]

### Naturschutzgebiete
- Im Hausbeeken
- Wollingster See und Randmoore

### Zoo
- CUX-ART-Tierpark (im Ortsteil Heyerhöfen)[40]

### Theater
Seit 1990 gibt es die Neue Bühne Beverstedt, die etwa jährlich ein Theaterstück auf die Bühne bringt. Ihr Leiter, Lutz Hoeppner, legt Wert auf „textlich ambitionierte und modern inszenierte Stücke“. Auch außerhalb Beverstedts ist die Neue Bühne Beverstedt schon mehrfach aufgetreten.

### Vereine und Verbände
- Der Markt- und Kulturverein (MuK) Beverstedt pflegt seit 1992 die kulturellen Interessen.
- Es gibt zudem Angelvereine, Gewerbevereine, Jagdgenossenschaften, die Landfrauen, die Landjugend, die Naturfreunde, den Natur- und Umweltschutzvereine, einen Imkerverein sowie Schützenvereine und Sportvereine in fast allen Orten.

### Fotogalerie

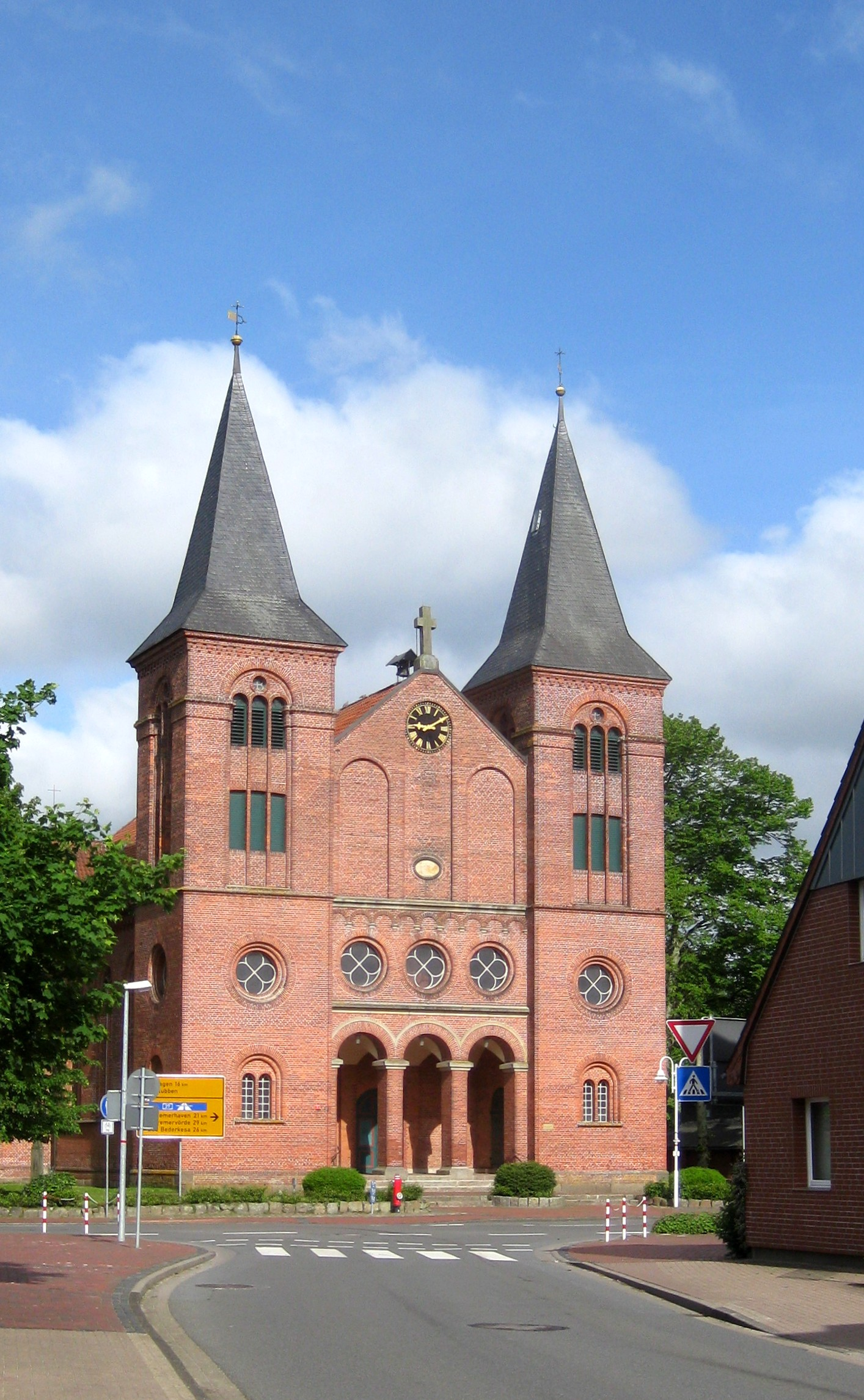
Fabian- und Sebastian-Kirche an der Hauptkreuzung im Ort
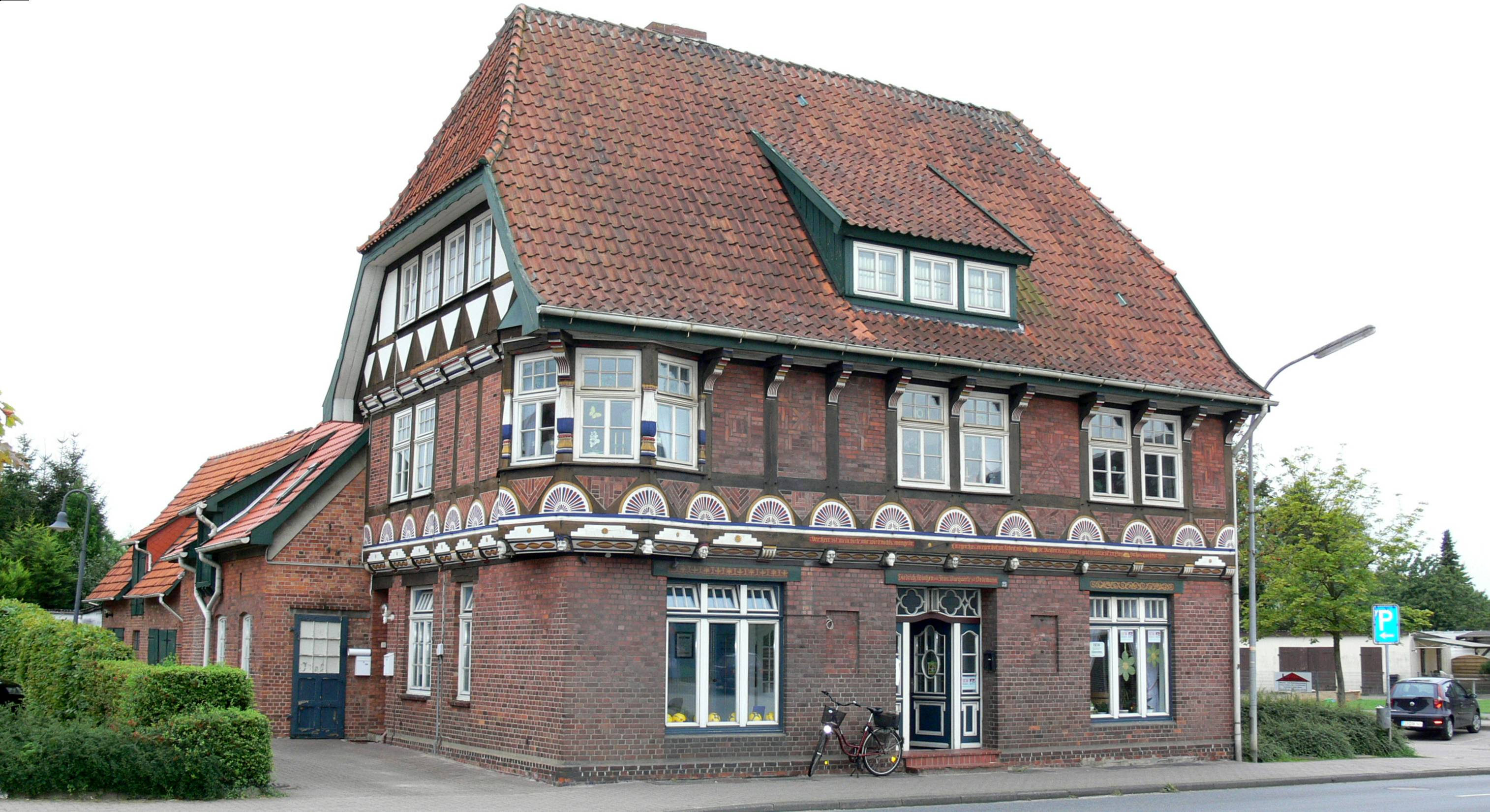
Wintjen-Haus in der Logestraße in Beverstedt
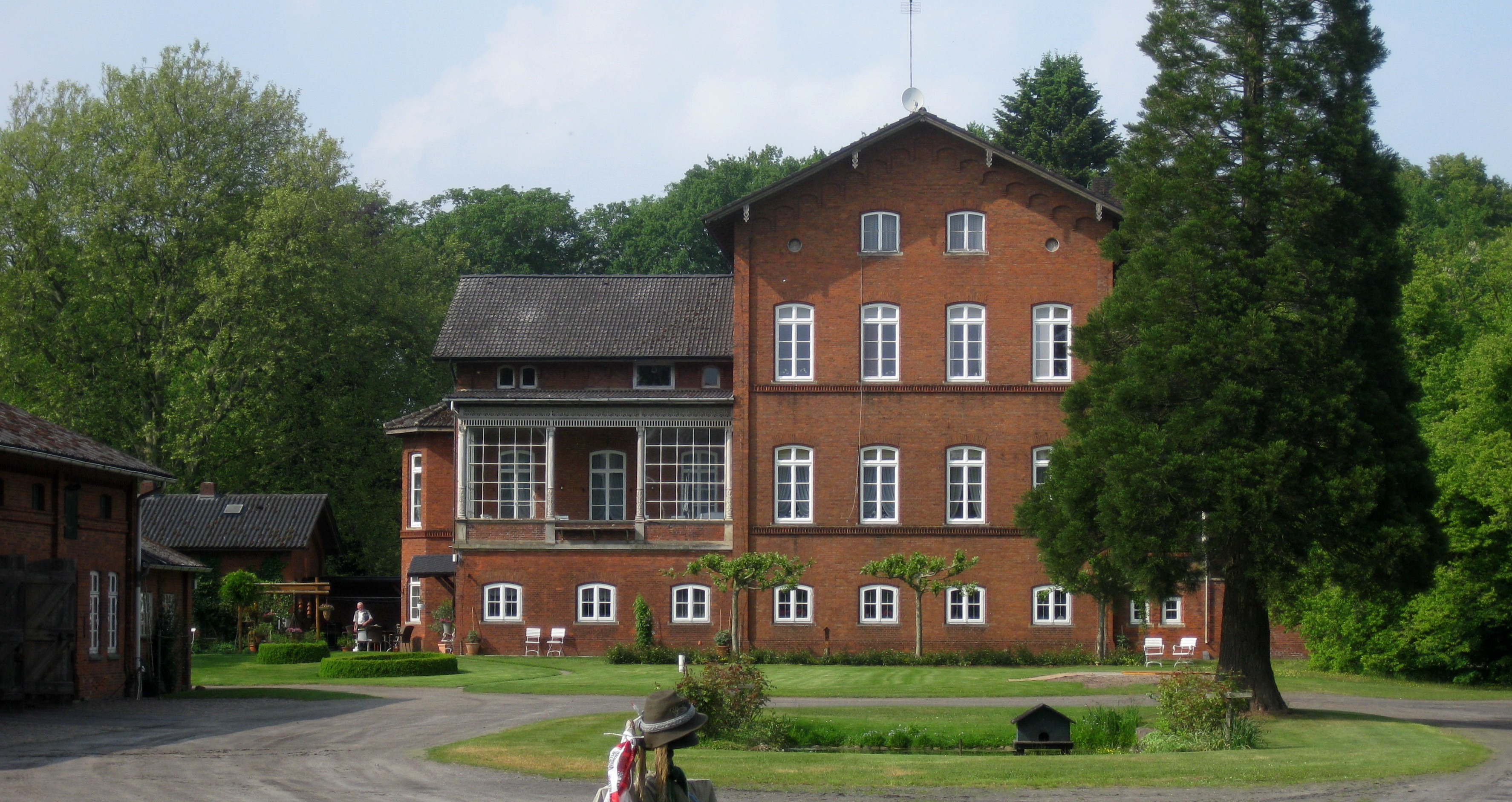
Gutshaus Von der Hellen in der Nassen Straße in Wellen
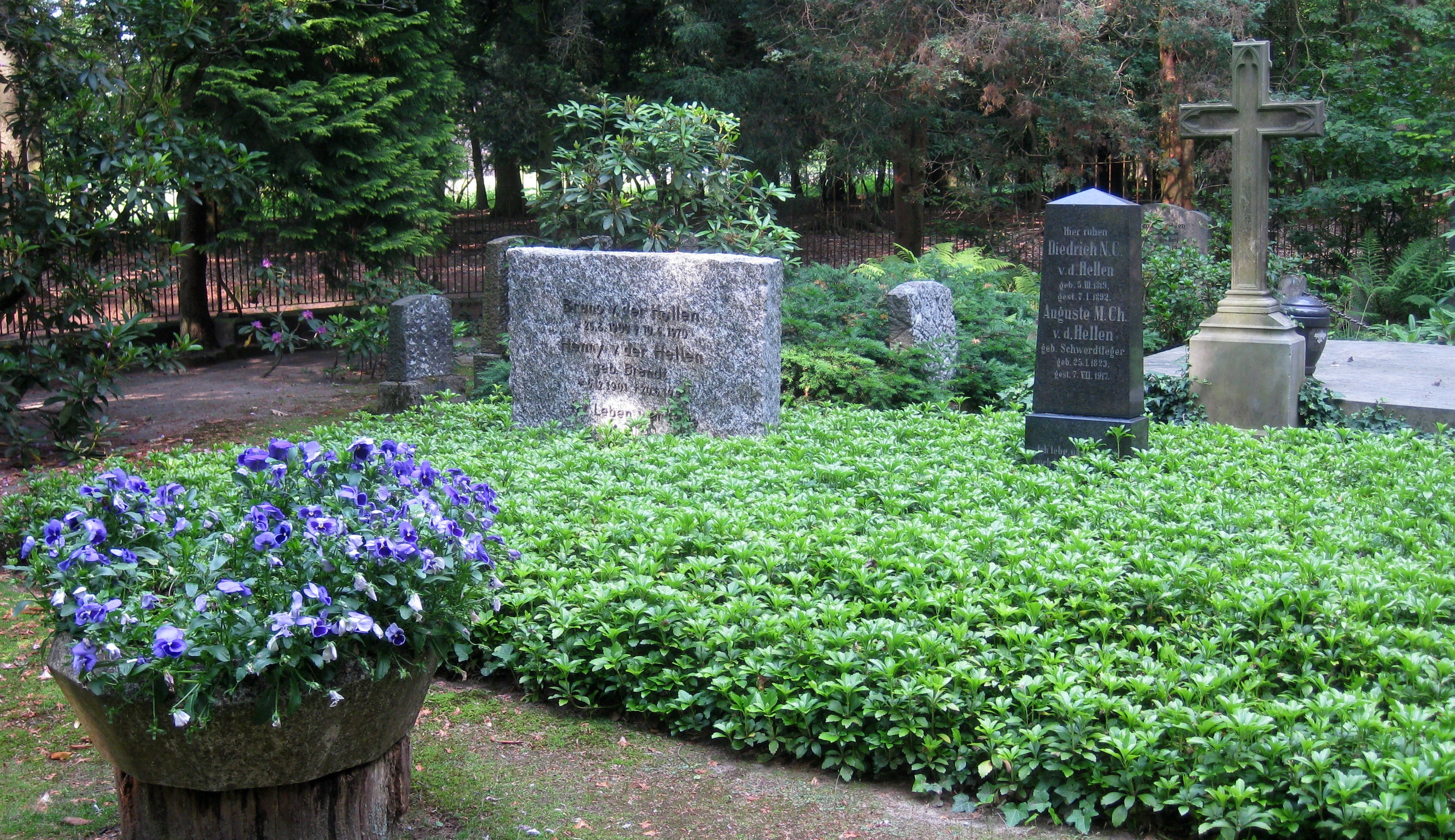
Friedhof des Gutes Von-der-Hellen
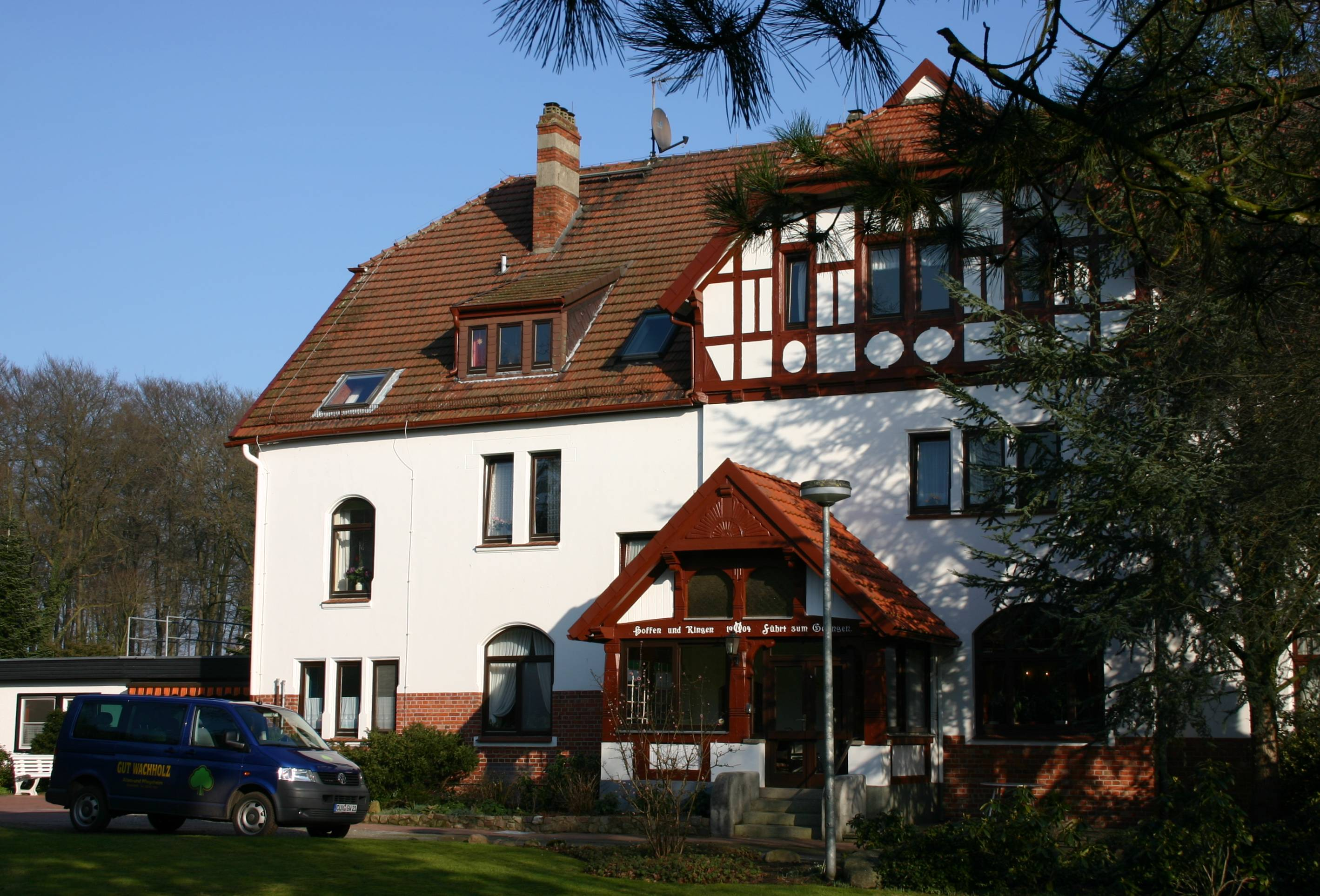
Haupthaus des Gutes Wachholz
Bibelfliese mit Auferstehungsmotiv im Gut Wachholz
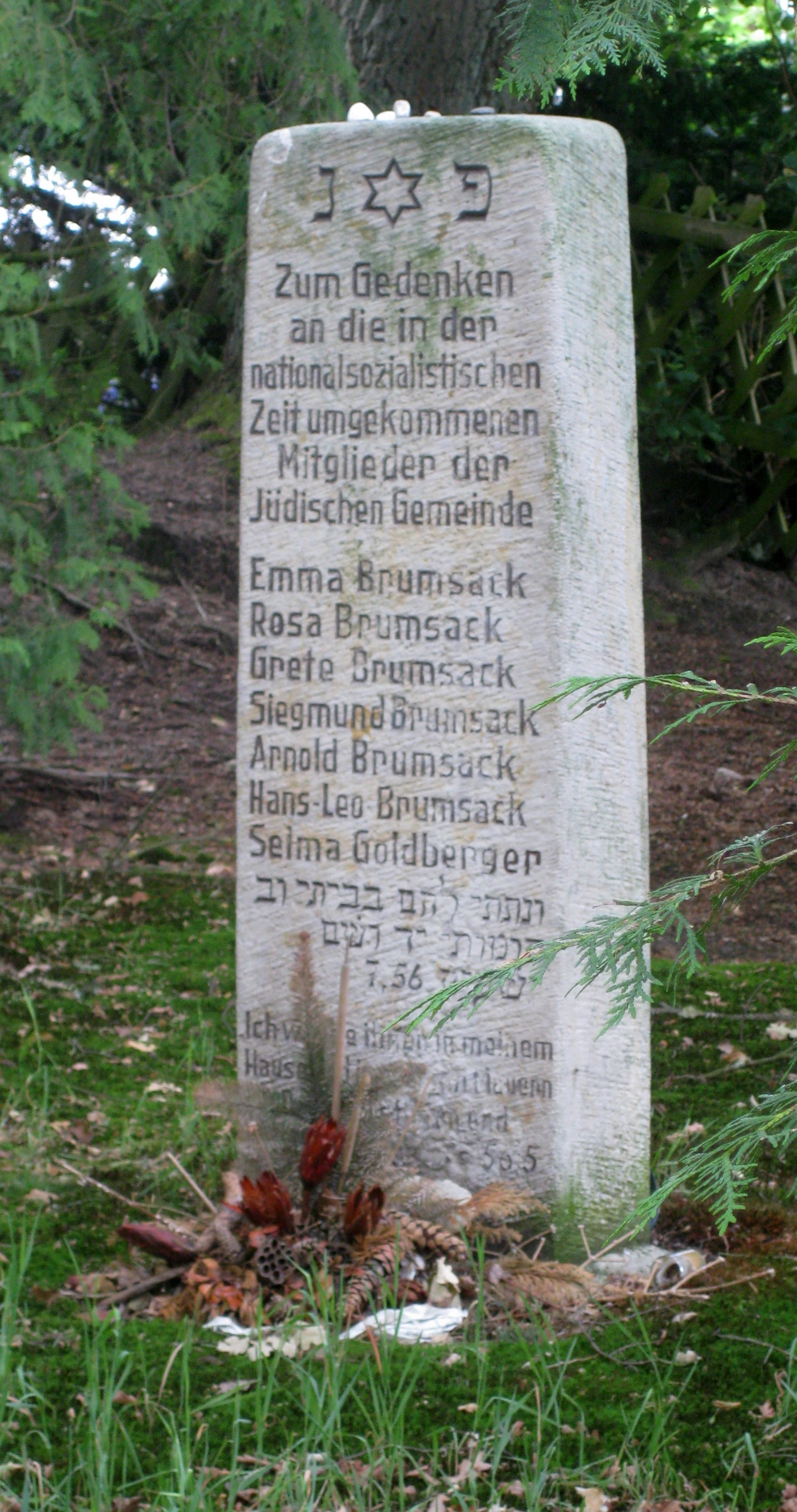
Stele auf dem jüdischen Friedhof in Beverstedt
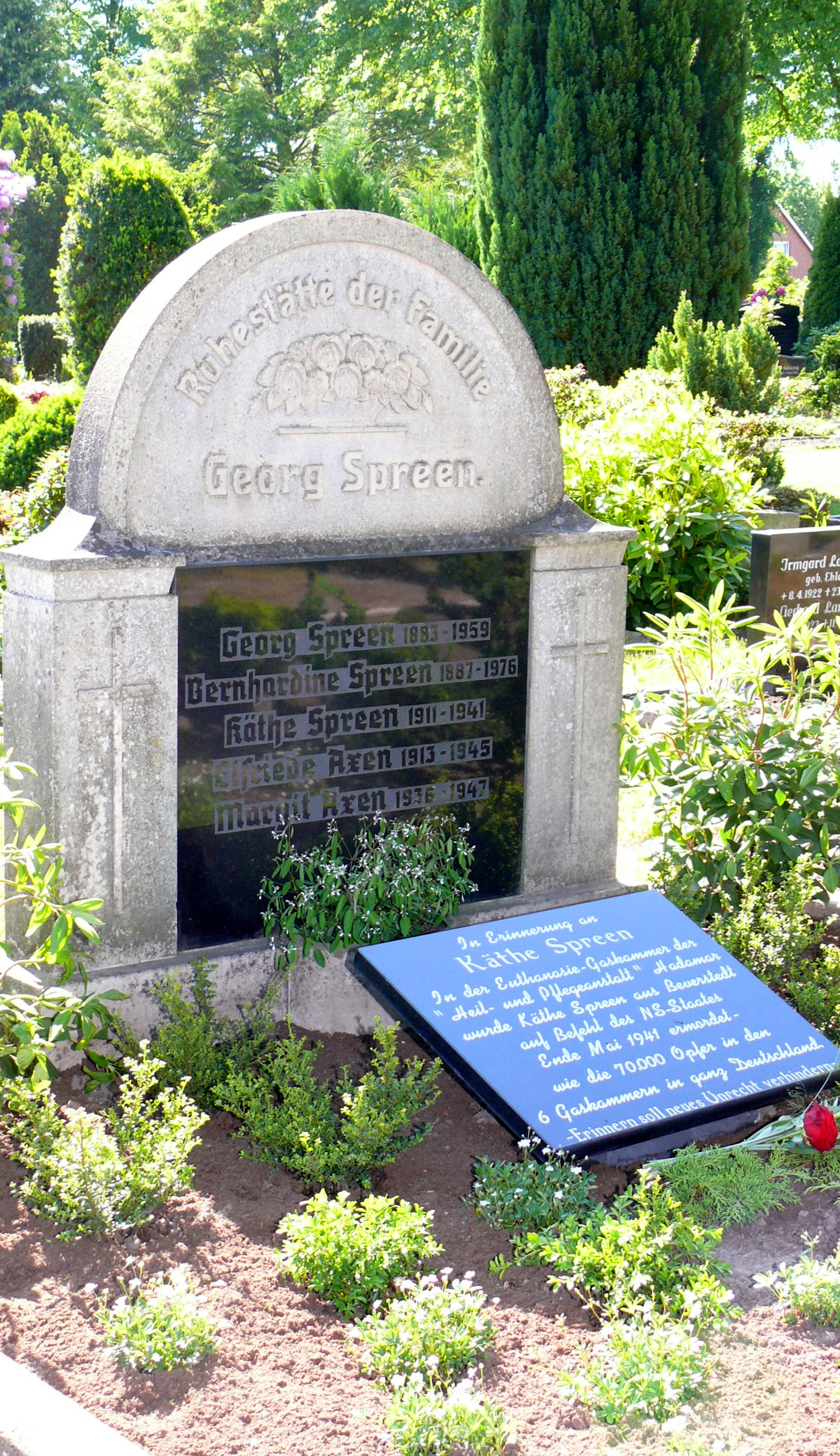
Gedenkplatte für Käthe Spreen auf dem Beverstedter Friedhof
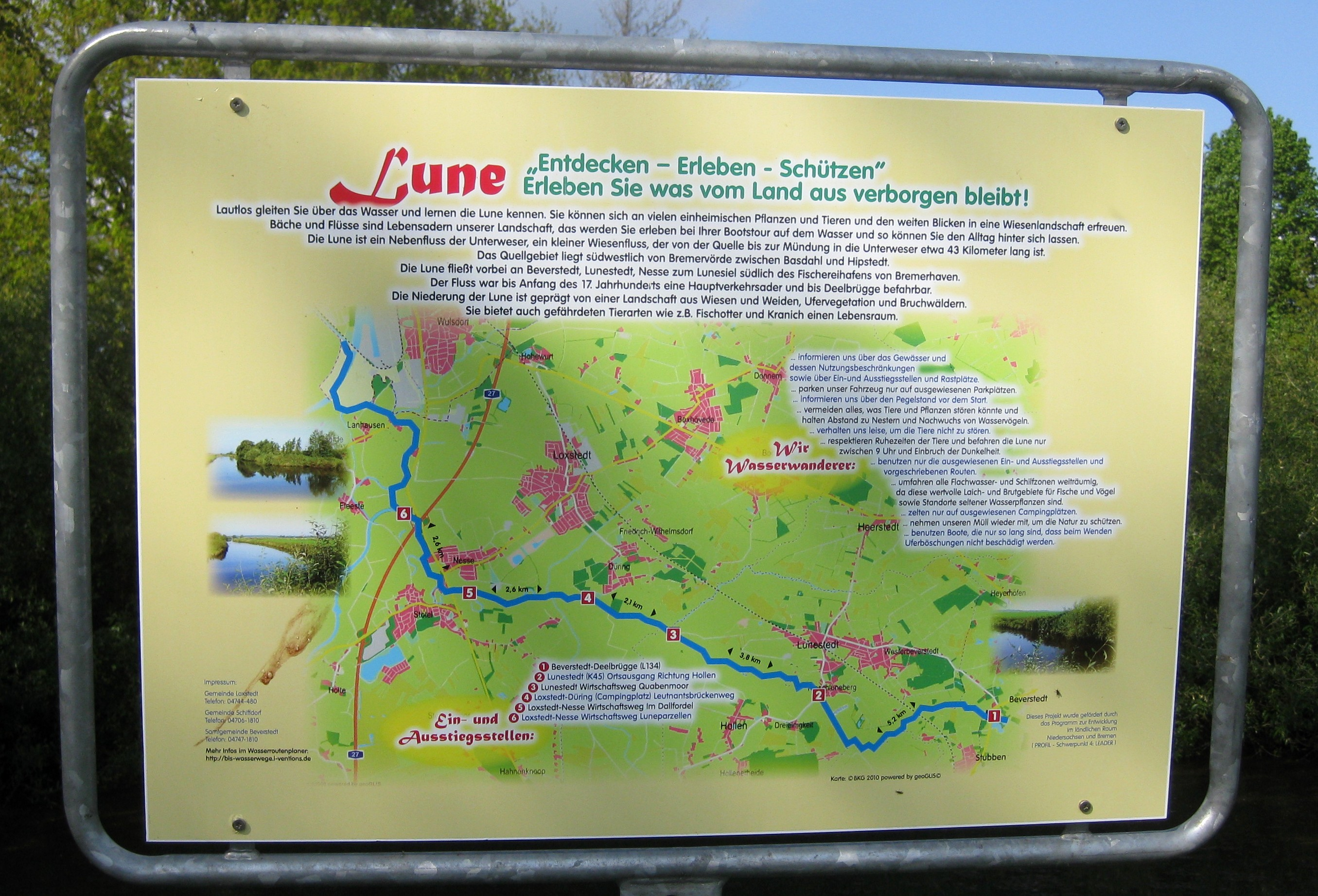
Wasserwege auf der Lune
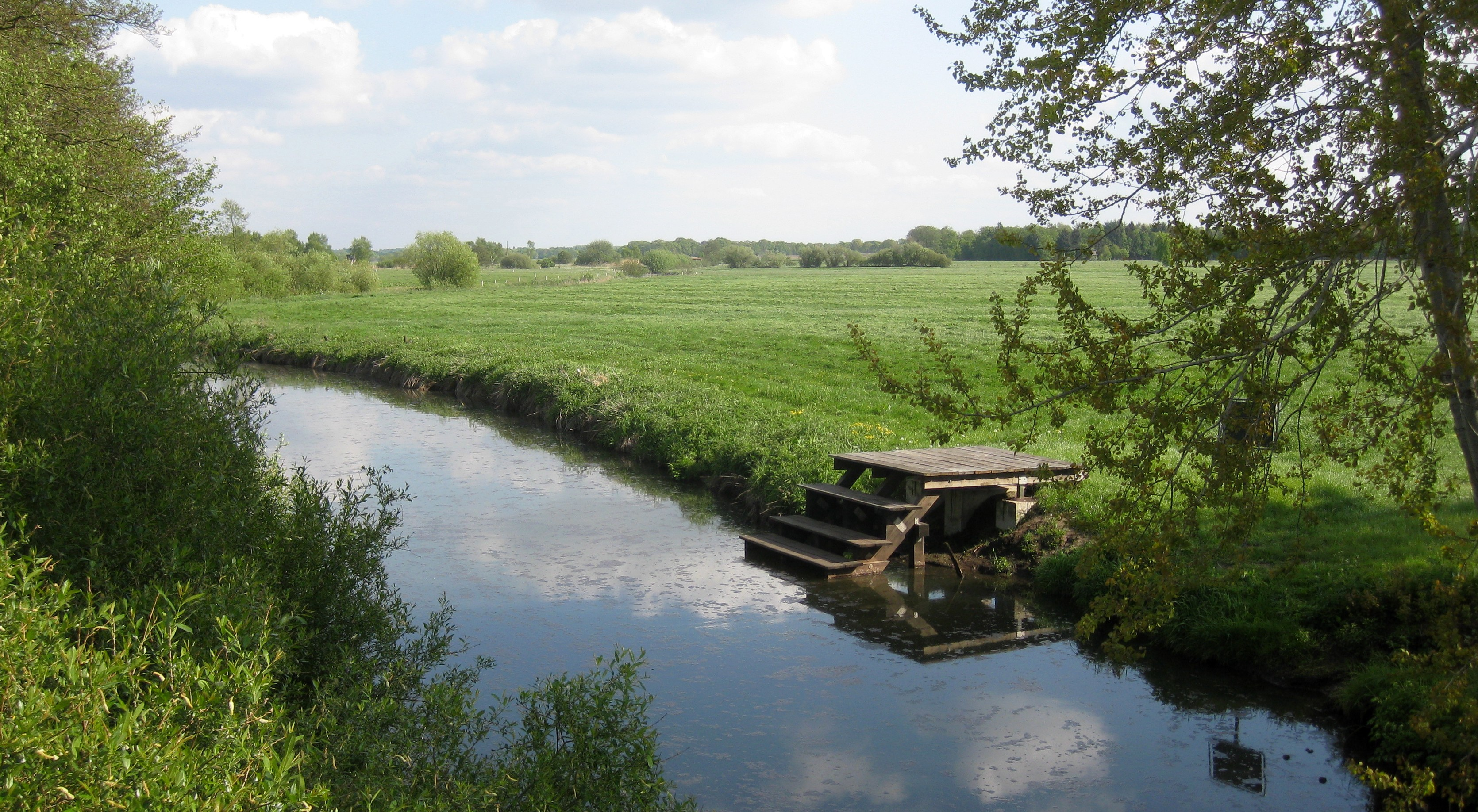
Anlegestelle auf der Lune am Ortsausgang von Lunestedt nach Hollen

## Wirtschaft und Infrastruktur

### Unternehmen
Das Handelsunternehmen Aldi-Nord war bis Ende 2020 mit einer seiner Regionalniederlassungen und einem großen Zentrallager im Ortsteil Heyerhöfen ansässig. Es gibt mehrere Einkaufsmärkte, mehrere Tankstellen, Kfz-Werkstätten, Apotheken, Gastwirtschaften, drei Galerien, mehrere Ärzte und ein Facharztzentrum. Geschäfte vieler Fachrichtungen liegen im Ortszentrum. Außer einem bestehenden Wochenmarkt, ist ein RegioMarkt entstanden, bei dem ökologisch wirtschaftende Landwirte, Gärtner, Imker und Fischwirte ihre Produkte unter einem Dach anbieten (Markthallenkonzept). An der Stelle eines Kaufhauses ist ein Combi-Verbrauchermarkt entstanden.

### Öffentliche Einrichtungen
- Das Rathaus, Schulstraße 2
- Der Wasser- und Boden-Verband
- Die Polizei
- Die Freiwilligen Feuerwehren in Beverstedt mit Stationen in Altwistedt, Appeln, Bokel, Frelsdorf, Heerstedt, Heise, Hollen, Kirchwistedt, Lunestedt, Stubben, Osterndorf, Wehldorf, Wellen und Wollingst

### Soziale Einrichtungen
- Kindergärten in Appeln, Beverstedt (Waldmäuse und Frieda Mallet), Bokel, Frelsdorf, Hollen, Lunestedt (Zum Lunebogen und Die Lunestedter Schmetterlinge), Stubben, Wellen, Wollingst
- Acht Jugendeinrichtungen

### Bildung
- Grundschule Beverstedt, An der Brake 13
- Grundschule Bokel, Mühlenstraße 7
- Grundschule Lunestedt, Am Dorphuus 17
- Oberschule Beverstedt (Haupt- und Realschule), Schulstraße 6
- Waldschule Hagen-Beverstedt – Zweigstelle Beverstedt (Gymnasium in freier Trägerschaft), An der Brake 11
- Musikschule Beverstedt-Hagen am Feldhofplatz in Beverstedt
- Volkshochschule in Räumen der Schulen

### Verkehr
Die Gemeinde liegt an der Bundesstraße 71 zwischen Bremerhaven und Bremervörde, die Straße führt weiter in Richtung Hamburg, Stade und Buxtehude. Eine Umgehungsstraße – nördlich an Beverstedt vorbei – entlastet seit 2005 den Ortskern vom Verkehr.
Von Beverstedt gibt es eine Buslinie der Firma Giese nach Bremerhaven. Innerhalb der Einheitsgemeinde Beverstedt ist ein flächendeckendes Anruf-Sammeltaxi-System (AST) eingerichtet.
Der Flixbus verbindet auf der Linie zwischen Cuxhaven und Berlin (über Stade und Hamburg) Beverstedt mit den großen Städten im Norden.
In den Ortschaften Stubben und Lunestedt befinden sich jeweils ein Bahnhof an der Bahnstrecke Bremen–Bremerhaven und in der Ortschaft Frelsdorf ein Bahnhof an der Bahnstrecke Bremerhaven–Buxtehude der EVB.
Der Elbe-Weser-Radweg verläuft durch Beverstedt.

### Kanufahrten auf der Lune
Die Lune war bis Anfang des 17. Jahrhunderts von der Mündung aufwärts bis Beverstedt-Deelbrügge mit Schiffen befahrbar. Heute ist es keine Hauptverkehrsader mehr, aber der Fluss ist jetzt wieder mit dem Kanu befahrbar.

## Persönlichkeiten

### Söhne und Töchter der Gemeinde
- Wilhelm Zesch (1629–1682), Theologe und Hochschullehrer
- Johann Vogt (1695–1764), Theologe, Historiker und Domprediger in Bremen
- Wolbrand Vogt (1698–1774), Theologe und Domprediger in Bremen
- Caspar Voght (1707–1781), Hamburger Kaufmann und Senator, Sohn des Beverstedter Pastors Voght, Vater von Caspar Voght[49]
- Clara Wilhelmine Caroline Bock von Wülfingen, geb. Camman (1851–1925), Frau von Heinrich Hermann Karl Johann Bock von Wülfingen (siehe unter: Georg Bock von Wülfingen)
- Carl Johann Heinrich Röver (1851–1929), Orgelbauer
- Hermann Goldberger (1854–1930), Autor, Journalist und Verleger
- Eduard von der Hellen (1863–1927), Archivar, Herausgeber, Autor
- Otto Meyer (1865–1939), Bauingenieur und Manager in der Bauindustrie
- Alfred Goldberger (1899–1992), Jurist, Überlebender der Shoa
- Käthe Spreen (1911–1941), Euthanasie-Opfer aus Beverstedt
- Julius Brumsack (1915–2011), Kaufmann, Überlebender des Holocaust[50][51][52]
- Hans Mindermann (1917–1992), langjähriger Ortsheimatpfleger in Beverstedt, Mitglied und Förderer des Lunekrings in Lunestedt

### Personen, die mit der Gemeinde in Verbindung stehen
- Friedrich von Hessen-Eschwege (1617–1655), war von 1632 bis zu seinem Tod Landgraf der Mediat-Landgrafschaft Hessen-Eschwege, die unter der Oberhoheit von Hessen-Kassel stand, er erhielt vom schwedischen König die Herrschaft über den heutigen Ortsteil Beverstedtermühlen (siehe unter: Eleonore Katharine von Pfalz-Zweibrücken-Kleeburg)
- Georg Friedrich Encke (1724–1775), Prediger, arbeitete 1771 in Beverstedt (siehe unter: August Johann Michael Encke)
- Johann Hinrich Röver (1812–1895), Orgelbauer, 1856 machte er sich als Orgelbauer in Meyerhof (bei Beverstedt) selbständig
- August Cammann (1814–1882), Jurist und Politiker, Amtmann in Beverstedt
- Karl Bostelmann, auch Carl Bostelmann (1825–1912), Miniaturenmaler am königlichen Hof in Hannover, als Ruheständler wohnhaft in Wachholz, wo er seit 1858 das Gut Wachholz besaß, er verstarb in Beverstedt
- Carl Vinnen (1863–1922), Kunstmaler, Mitglied der Worpsweder Künstlerbewegung, wohnte in Osterndorf (heute Ortsteil von Beverstedt)
- Maria Dehn-Misselhorn (1908–1980), Kunstmalerin und Graphikerin, in Beverstedt ist die Maria-Misselhorn-Straße nach ihr benannt
- Klaus Bemmer (1921–1979), Maler, der zu den bekanntesten Künstlern der Nachkriegszeit in Bremerhaven gehörte, 1968 erwarb er ein Haus in Lunestedt, am Ortsausgang nach Deelbrügge, starb in Lunestedt
- Dieter Rohloff (1938–2011), Politiker (Grüne) und Mitglied des Niedersächsischen Landtages, arbeitete als Pastor in Beverstedt (1979–1980)
- Fred Jungclaus (1949–1992), Berufsschullehrer und Politiker (FDP), wuchs in Beverstedt auf

## Sagen und Legenden
- Der Wagen am Himmel[53]
- Die Kronendornen von Beverstedt[53]
- Ein Kind geboren, ein Sohn gegeben[53]
- Der Richter am Wollingster See[53]
- Die tapferen Wollingster[53]
- Die Monsilienburg[53] (auch genannt: Die Sage vom „gleunigen“ Hund in der Monsilienburg)[54]
- Der Wiedergänger am Wollingster See[54]